# Banshee (gra komputerowa)
Banshee – gra komputerowa z gatunku shoot ’em up z pionowym (i odrobiną poziomego) przesuwem ekranu na platformę Amiga 1200/4000 oraz Amiga CD32, wydana w roku 1994 przez firmę Core Design.

## Fabuła
Akcja rozgrywa się w roku 1999 w świecie równoległym do świata ziemskiego. Planeta została zdruzgotana wojnami, tamtejszy człowiek nie doleciał na Księżyc i nie zna nawet dobrze tajników awiacji. Ludzie mają dosyć nietypowego wroga – najeźdźcę z kosmosu, Blardaxa Maldreara, władcę imperium Styx. Przeciwstawia mu się Sven Svardensvart, który w tajemnicy wybudował śmiercionośną maszynę, przy pomocy której ma zamiar rozprawić się z przeciwnikiem. Maszyna otrzymała nazwę "Banshee" (czyli zwiastun śmierci), przypomina samolot z Drugiej Wojny Światowej.

## Rozgrywka
Gra składa się z czterech, sporych rozmiarów etapów. Akcja odbywa się w różnych warunkach pogodowych, takich jak mgła, deszcz, burza śnieżna, czy piaskowa. W trakcie każdego etapu gracz musi zmierzyć się z hordami atakujących przeciwników oraz większych tzw. sub-bossów. Na końcu etapu czeka strażnik, tzw. big boss.
Gracz rozbudowuje swój samolot zbierając żetony, które mają różne znaczenie: od zwiększających dorobek punktowy, przez zwiększenie siły strzału, jego rodzaj, czy też dołożenie do arsenału broni specjalnej lub wzbogacenia się o dodatkowe życie lub zabójczą pętlę (jednorazowy przelot samolotu od dołu ekranu do góry i z powrotem – jest on przy tym niezniszczalny i uszkadza lub niszczy wszystkich trafionych przeciwników).
W grze może uczestniczyć do dwóch zawodników – równolegle w tym samym czasie, na jednym ekranie.

## Podobieństwa
Gra Banshee może kojarzyć się z tytułami takimi jak S.W.I.V. czy 1942.